# Estado serológico
El estado serológico se refiere a la presencia o ausencia de un marcador serológico en la sangre, tanto de una persona como de un animal. La presencia de un marcador concreto a niveles detectables en el suero se denomina seropositividad (seropositiva), mientras que la ausencia de tales niveles se denomina seronegatividad (seronegativo).
Estos marcadores pueden ser tanto anticuerpos como proteínas similares a éstos que se encuentran asociadas a una infección causada por un microorganismo, a otras proteínas extrañas (en respuesta, por ejemplo, a una reacción hemolítica aguda), o contra proteínas propias (como en las enfermedades autoinmunes). 

## VIH/sida
El término seropositivo se suele relacionar con una persona que ha estado en contacto con el virus del sida. En los últimos años se ha dedicado un gran esfuerzo para concienciar a la población de la importancia de conocer el estado serológico de la persona portadora  del VIH/sida, ya que es un aspecto importante para reducir la propagación de esta enfermedad.